# 接力出版社
接力出版社是中华人民共和国的一家出版社，社址位于广西南宁市。它成立于1990年9月，前身是广西人民出版社少儿读物编辑室。主要出版少年儿童读物。